# نیروهای امنیتی
نیروهای امنیتی (انگلیسی: Security forces) سازمان‌های قانونی با وظایف حفظ امنیت داخلی هستند. در بافت حقوقی چندین کشور، این اصطلاح به طرق مختلف به واحدهای پلیس و نیروی نظامی که به طور هماهنگ کار می‌کنند، یا نقش نیروهای نظامی نامنظم، نظامی‌نما و شبه‌نظامی (مانند ژاندارمری) که وظیفه امنیت عمومی را برعهده دارند، اشاره دارد.
نیروهای امنیتی یک اصطلاح جمعی برای افرادی است که خدمات امنیتی خصوصی ارائه می‌دهند، این اصطلاح همچنین برای نهادهای اجرایی یک دولت یا حکومت که برای اعمال انحصار دولت در استفاده از زور و حفظ یا بازگرداندن امنیت داخلی فعالیت می‌کنند نیز استفاده می‌شود. این نهادها شامل پلیس، واحدهای شبه‌نظامی، پلیس مخفی، سرویس‌های اطلاعاتی داخلی و ارتش می‌شوند.
این اصطلاح به طور معمول در رسانه‌ها استفاده می‌شود، صرف نظر از اینکه سیستم دموکراسی، سیستم حکومتی پارلمانی، سلطنت انتخابی، سلطنت مشروطه، سیستم حکومتی ریاست جمهوری، سیستم حکومتی نیمه ریاست جمهوری، استبدادی، جمهوری خلق یا دیکتاتوری باشد.